# Карлівський район
Ка́рлівський райо́н — колишня адміністративно-територіальна одиниця Полтавської області з центром у місті Карлівці. Ліквідований в ході адміністративної реформи 2020 р.

## Географія
Район розташований у південно-східній частині Полтавської області. Площа 900 км². Карлівський район лежить у межах Придніпровської низовини. Ґрунти, переважно, чорноземні. Розташований у лісостеповій зоні. Корисні копалини: природний газ, пісок, глина.
Річки району: Орчик, Тагамлик, Ланна, Бузова.

## Історія
Утворився 7 березня 1923 р. з трьох волостей — Білухівської, Варварівської та Карлівської. Протягом 1923—195 років територія району входила до складу Красноградського округу Полтавської губернії. Підя розформування Красноградського округу 1925 р. теритрію району передано до Полтавського округу. З лютого 1932 — до вересня 1937 відносився до Харківської області, а з 22 вересня 1937 перейшов до складу Полтавської.
Під час німецько-фашистської окупації (вересень 1941 — вересень 1943) фашисти пограбували і зрунували 4 радгоспи, 63 колгоспи, 2 МТС, всі промислові підприємства, 5 лікарень, 20 шкіл, 18 клубів. Із 71 населеного пункту уціліло лише 15.

## Населення
Розподіл населення за віком та статтю (2001):
| Стать | Всього | До 15 років | 15-24 | 25-44 | 45-64 | 65-85 | Понад 85 |
| --- | ------ | ----------- | ----- | ----- | ----- | ----- | -------- |
| Чоловіки | 19 198 | 3729        | 2655  | 5918  | 4738  | 2080  | 78       |
| Жінки | 22 439 | 3484        | 2478  | 6017  | 5831  | 4158  | 471      |
| \| Статево-вікова піраміда \| Статево-вікова піраміда \| Статево-вікова піраміда \| \| ----------------------- \| ----------------------- \| ----------------------- \| \| Чоловіки \| Вік \| Жінки \| \| 78 \| 85 + \| 471 \| \| 164 \| 80-84 \| 515 \| \| 463 \| 75-79 \| 1254 \| \| 744 \| 70-74 \| 1379 \| \| 709 \| 65-69 \| 1010 \| \| 1436 \| 60-64 \| 2042 \| \| 777 \| 55-59 \| 968 \| \| 1240 \| 50-54 \| 1385 \| \| 1285 \| 45-49 \| 1436 \| \| 1659 \| 40-44 \| 1649 \| \| 1476 \| 35-39 \| 1523 \| \| 1402 \| 30-34 \| 1393 \| \| 1381 \| 25-29 \| 1452 \| \| 1304 \| 20-24 \| 1262 \| \| 1351 \| 15-20 \| 1216 \| \| 1652 \| 10-14 \| 1510 \| \| 1190 \| 5-9 \| 1079 \| \| 887 \| 0-4 \| 895 \| |        |             |       |       |       |       |          |
| Статево-вікова піраміда |        |             |       |       |       |       |          |
| Чоловіки | Вік    | Жінки       |       |       |       |       |          |
| 78 | 85 +   | 471         |       |       |       |       |          |
| 164 | 80-84  | 515         |       |       |       |       |          |
| 463 | 75-79  | 1254        |       |       |       |       |          |
| 744 | 70-74  | 1379        |       |       |       |       |          |
| 709 | 65-69  | 1010        |       |       |       |       |          |
| 1436 | 60-64  | 2042        |       |       |       |       |          |
| 777 | 55-59  | 968         |       |       |       |       |          |
| 1240 | 50-54  | 1385        |       |       |       |       |          |
| 1285 | 45-49  | 1436        |       |       |       |       |          |
| 1659 | 40-44  | 1649        |       |       |       |       |          |
| 1476 | 35-39  | 1523        |       |       |       |       |          |
| 1402 | 30-34  | 1393        |       |       |       |       |          |
| 1381 | 25-29  | 1452        |       |       |       |       |          |
| 1304 | 20-24  | 1262        |       |       |       |       |          |
| 1351 | 15-20  | 1216        |       |       |       |       |          |
| 1652 | 10-14  | 1510        |       |       |       |       |          |
| 1190 | 5-9    | 1079        |       |       |       |       |          |
| 887 | 0-4    | 895         |       |       |       |       |          |

Національний склад населення за даними перепису 2001 року:
| Національність | Кількість осіб | Відсоток |
| -------------- | -------------- | -------- |
| українці       | 39252          | 94,42 %  |
| росіяни        | 1619           | 3,89 %   |
| білоруси       | 262            | 0,63 %   |
| молдовани      | 119            | 0,29 %   |
| вірмени        | 71             | 0,17 %   |
| інші           | 249            | 0,60 %   |

Мовний склад населення за даними перепису 2001 року:
| Мова       | Кількість осіб | Відсоток |
| ---------- | -------------- | -------- |
| українська | 39845          | 95,85 %  |
| російська  | 1393           | 3,35 %   |
| білоруська | 110            | 0,26 %   |
| молдовська | 60             | 0,14 %   |
| вірменська | 52             | 0,13 %   |
| інші       | 112            | 0,27 %   |

Чисельність населення на 01.01.2002 р. становила 43288 чол.

## Адміністративний поділ
В районі 37 населених пунктів (1 місто, 11 селищ, 25 сіл, підпорядкованих 1 міській та 12 сільським радам).
Зняті з обліку: Нікітовка.

## Економіка
Карлівський район по характеру виробництва — індустріально-аграрний. Середній по величині. 10 промислових підприємств, які мають економічні зв'язки з країнами ближнього зарубіжжя.
Станом на 01.01.2002 р. створено: 19 сільськогосподарських товариств. У районі зареєстровано та діють 52 селянських (фермерських) господарств.

## Інфраструктура
У районі 4 школи I ступеня, 2 школи I—II ступенів, 17 шкіл I—III ступенів, ПТУ, вечірня середня школа, 1 центральна районна лікарня та 5 дільничних, 25 будинків культури, клубів, кінотеатрів, 16 бібліотек, школа мистецтв, дитяча юнацька спортивна школа, 1 стадіон, 101 спортивний майданчик, 24 спортзали, 1 районний краєзнавчий музей і 4 сільських, 4 районних відділення банків, 2 церкви, 10 релігійних громад, 1 пам'ятник архітектури — Благовіщенська церква 1828 року.

## Політика
25 травня 2014 року відбулися Президентські вибори України. У межах Карлівського району були створені 23 виборчі дільниці. Явка на виборах складала — 54,06 % (проголосували 16 076 із 29 736 виборців). Найбільшу кількість голосів отримав Петро Порошенко — 45,71 % (7 348 виборців); Юлія Тимошенко — 21,15 % (3 400 виборців), Олег Ляшко — 13,81 % (2 220 виборців), Анатолій Гриценко — 5,10 % (820 виборців), Сергій Тігіпко — 3,22 % (517 виборців). Решта кандидатів набрали меншу кількість голосів. Кількість недійсних або зіпсованих бюлетенів — 1,01 %.

## Пам'ятки
- Пам'ятки монументального мистецтва Карлівського району
- Пам'ятки історії Карлівського району

## Персоналії
Видатні уродженці району: український художник — реставратор і мистецтвознавець Л. П. Калениченко (1898–1968 рр.), радянський агроном, академік Академії Наук СРСР (з 1939 р.), Академії Наук УРСР (з 1934 р.), Герой Соціалістичної Праці (1945 р.). Т. Д. Лисенко (1898—1976 рр.), державний партійний діяч УРСР і СРСР, двічі Герой Соціалістичної Праці М. В. Підгорний (1903–1983 рр.). Береговий Г. Т. — льотчик-космонавт СРСР, двічі Герой Радянського Союзу, Василенко А. П. — заслужений художник України, Чухрай О. — композитор і керівник ансамблю «Карусель», Беззубенко О. Д. та Фисун А. Л. — Герої Соціалістичної Праці. З районним центром пов'язані життя і діяльність Героїв Соціалістичної Праці Л. С. Водолаги, заслуженого агронома УРСР Г. К. Дробницького, Кавалера трьох орденів Слави I.П. Максименка, Героя Радянського Союзу М.I. Симоненка (1917–1985 рр.), заслуженого лікаря УРСР Л. В. Радевича-Сягайла.